# Институт лубяных культур НААН Украины
Институт лубяных культур Национальной академии аграрных наук Украины (укр. Інститут луб'яних культур Національної академії аграрних наук України) — одно из старейших научно-исследовательских учреждений Украины.

## История
Созданный в 1931 году Всесоюзный научно-исследовательский институт конопли после объединения в 1944 году с Институтом новых лубяных культур был переименован во Всесоюзный научно-исследовательский институт лубяных культур (ВНИИЛК). Это название сохранялось до момента провозглашения Украиной независимости. В 1992 году ВНИИЛК был переименован в Институт лубяных культур Украинской академии аграрных наук. Современное название учреждению присвоено в 2012 году.
Становление Всесоюзного научно-исследовательского института конопли тесно связано с именем основателя Национального ботанического сада НАН Украины, выдающегося ученого в области генетики и селекции растений, академика Академии наук УССР, доктора сельскохозяйственных наук, профессора Николая Николаевича Гришко. В 1931 году Н. Н. Гришко возглавил отдел генетики и селекции, где работал над решением проблемы коноплеводства — выведением новых сортов конопли, пригодных для механизированной уборки. Созданный им сорт конопли ОСО-72, благодаря одновременному созреванию мужских и женских растений, позволил многократно увеличить производительность труда на уборке стеблей. По показателю выхода волокна он намного превышал культивируемые в то время сорта конопли. За эти работы в 1936 году Гришко был награждён орденом Ленина.

## Направления деятельности
Основной профиль деятельности — создание новых сортов посевной конопли и льна-долгунца, разработка технологий выращивания, уборки и переработки этих культур. Имеет отделы: селекции и семеноводства конопли, селекции и семеноводства льна, инженерно-технических исследований, исследований по вопросам интеллектуальной собственности и маркетинга инноваций и отдел производства сельхозпродукции.
Ученые исследовательской станции впервые в мире создали сорта посевной конопли с очень низким содержанием тетрагидроканнабинола (ТГК). Внедрение этих сортов не позволяло использовать коноплю в качестве сырья для производства наркотиков. Ценная техническая культура была реабилитирована и возвращена в сельскохозяйственное производство. Сорта ЮСО-14, ЮСО-31, Золотоношская 11, Золотоношская 15, Гляна, Глера и др. выращиваются на Украине, в странах Европейского Союза, Канаде, России, Китае и Австралии. Начиная с 2003 года опытная станция активно сотрудничает с Французской федерацией производителей конопли, с помощью которой распространяет свои сорта в Европе, Америке и Канаде. В 2011 году создан сорт посевной конопли Виктория с полным отсутствием ТГК. В институте выведены также несколько высокопродуктивных сортов льна-долгунца — Глуховский Юбилейный, Глинум, Чаривный.
Отделом механизации ВНИИЛК было разработано более 50 машин для уборки и переработки посевной конопли, льна-долгунца и других технических культур. Коноплежатки, коноплекомбайны, подборщики, тюковщики, оборудование для конопле- и льнозаводов — далеко не полный список машин, которые были созданы в стенах этого научного учреждения и серийно выпускались промышленностью. О высоком уровне квалификации специалистов говорит следующий факт. В начале 60-х годов ВНИИЛК по заданию правительства СССР совместно с Люберецким заводом им. Ухтомского приступил к созданию специфической машины — комбайна для уборки сахарного тростника. Аналогичная задача была поставлена ещё перед двумя известными в СССР проектными учреждениями, каждое из которых работало совместно с отдельным машиностроительным заводом. Испытания трех разных вариантов опытных образцов, которые были созданы в разных учреждениях, подтвердили бесспорные преимущества конструкции ВНИИЛК. Несколько тысяч таких комбайнов под маркой КСТ-1 в течение 1964—1966 гг. было изготовлено и отправлено на Кубу.

## Достижения
Институт является владельцем более 140 патентов на изобретения и около 40 свидетельств на сорта лубяных культур.
117 выпускников аспирантуры этого научного учреждения защитили кандидатские и докторские диссертации по селекции и семеноводству, агрохимии, агротехнике, растениеводству, первичной обработке текстильного сырья, текстильному материаловедению.